# Giri Mulya (onderdistrict)
Giri Mulya is bij de volkstelling van 2010 een onderdistrict (kecamatan) in het regentschap Bengkulu Utara (Noord-Bengkulu) in de Indonesische provincie Bengkulu,  Sumatra, Indonesië.

## Verdere onderverdeling
Het onderdistrict Giri Mulya is anno 2010 verdeeld in 5 kelurahan, plaatsen en dorpen:
- [001] Sukamakmur (Giri Mulya) telt 2.811 inwoners
- [002] Tanjung Anom (Giri Mulya) telt 2.461 inwoners
- [003] Giri Mulya (Giri Mulya) telt 3.636 inwoners
- [004] Wonoharjo (Giri Mulya) telt 2.527 inwoners
- [005] Rena Jaya telt 1.700 inwoners